# デニス・マクドノー
デニス・リチャード・マクドノー（またはマクドノフ、Denis Richard McDonough、1969年12月2日 - ）は、アメリカ合衆国の外交問題専門家、政治家。ジョー・バイデン政権下で退役軍人長官を務めた。バラク・オバマ政権で第26代大統領首席補佐官。
バラク・オバマがまだ上院議員であった頃にその外交顧問となり、オバマが第44代アメリカ合衆国大統領となった後は国家安全保障会議(NSC)担当首席補佐官、国家安全保障問題担当大統領補佐官などを務め、2013年1月25日にジャック・ルーの後任として第26代大統領首席補佐官に就任した。オバマ政権では5人目の大統領首席補佐官であり、管理能力に優れ大統領に強い忠誠心を示す黒子型の補佐官と評された。

## 生い立ち
1969年12月2日にミネソタ州スティルウォーターで、ウィリアムとキャサリン・マクドノー夫妻との間に誕生する。マクドノー家は敬虔なカトリックの家庭で、11人兄弟という大家族であったという。
大学はミネソタ州カレッジヴィル郡区にあるセント・ベネディクト大学及びセント・ジョーンズ大学に進学し、アメリカンフットボールの選手（ポジションはセイフティ）として、カレッジフットボール殿堂入りのジョン・ガリアルディ (John Gagliardi) コーチの下でプレーし、ミネソタ・インターカレッジ・アスレチック・カンファレンス(NCAA Division III)で2度タイトルを獲得している。1992年、歴史学とスペイン語の学位を取得し、優秀な成績でセント・ジョーンズ大学を卒業した
大学卒業後、マクドノーはラテンアメリカ諸国を旅し、中米のベリーズでは高校の教鞭をとった。旅を終えて帰国してからはジョージタウン大学エドマンド・A・ウォルシュ外交大学院 (Edmund A. Walsh School of Foreign Service) に進み、1996年修士号を取得した。

## 経歴
1996年から1999年まではアメリカ合衆国下院外交委員会スタッフとしてラテンアメリカ問題などを担当し、その後2000年からはトム・ダシュル上院議員（上院院内総務）の外交政策上級顧問となる。2004年の選挙でダシュル議員が落選した後、ケン・サラザール上院議員の立法担当官 (legislative director) となるが、一方でダシュルと共にシンクタンク「アメリカ進歩センター (Center for American Progress) 」の上級研究員となり、2006年まで同センターで医療保険改革などの研究活動を行っていた。
2007年、海軍出身でバラク・オバマ上院議員の外交政策上級顧問であったマーク・リッパートが、米海軍特殊部隊SEALsの情報士官としてイラクに赴任することとなった際、リパートの後任としてマクドノーがオバマの外交上級顧問を務めることとなった。マクドノーはその後、大統領選挙中も外交顧問を務め続け、300名以上の外交専門家からなる外交政策チームを束ねるなど重要な役割を果たした。

### オバマ政権

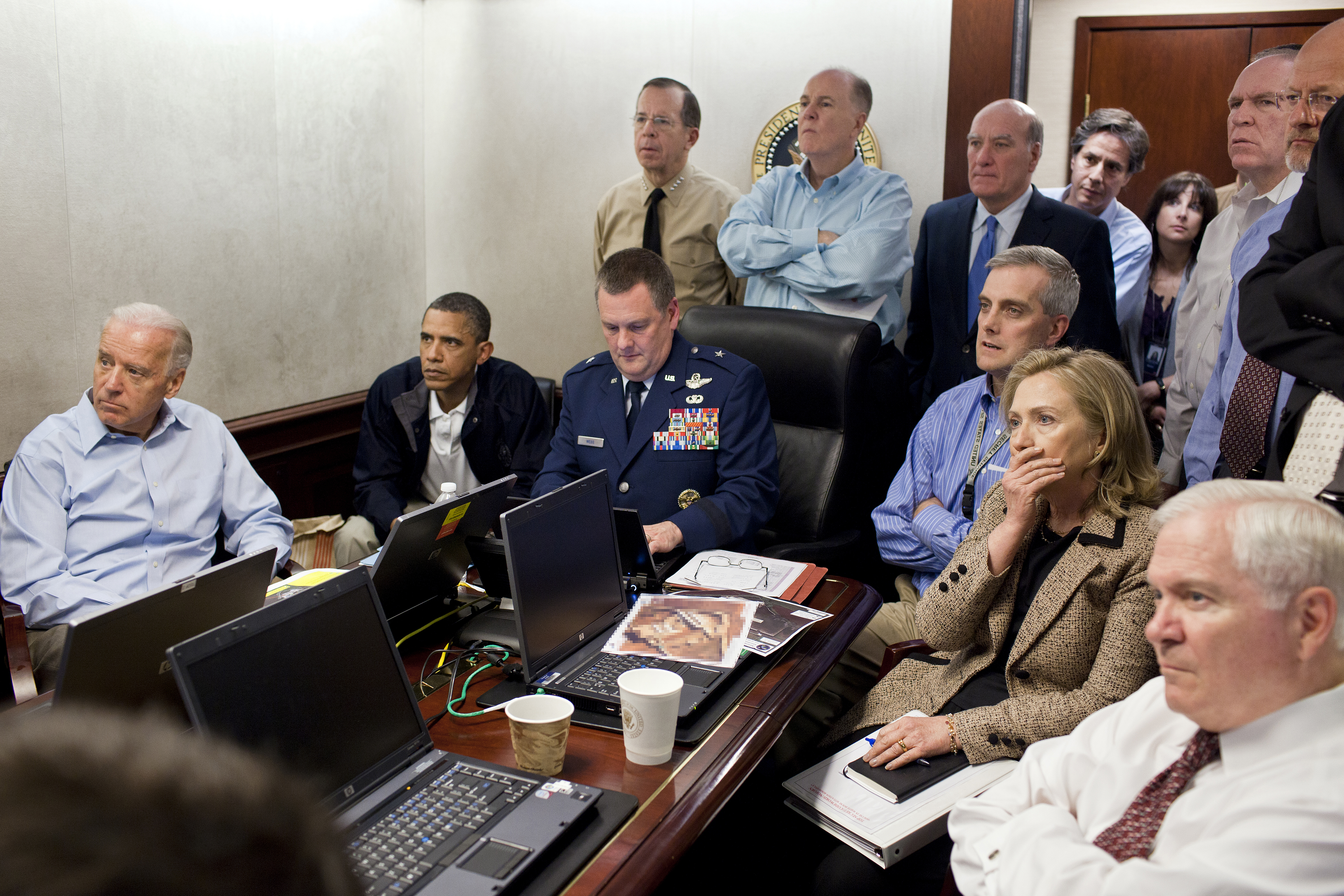
2011年5月、危機管理室でオバマ大統領らと共にビン・ラーディン殺害作戦を見守るマクドノー（着座右から3人目、ブルーのシャツ）

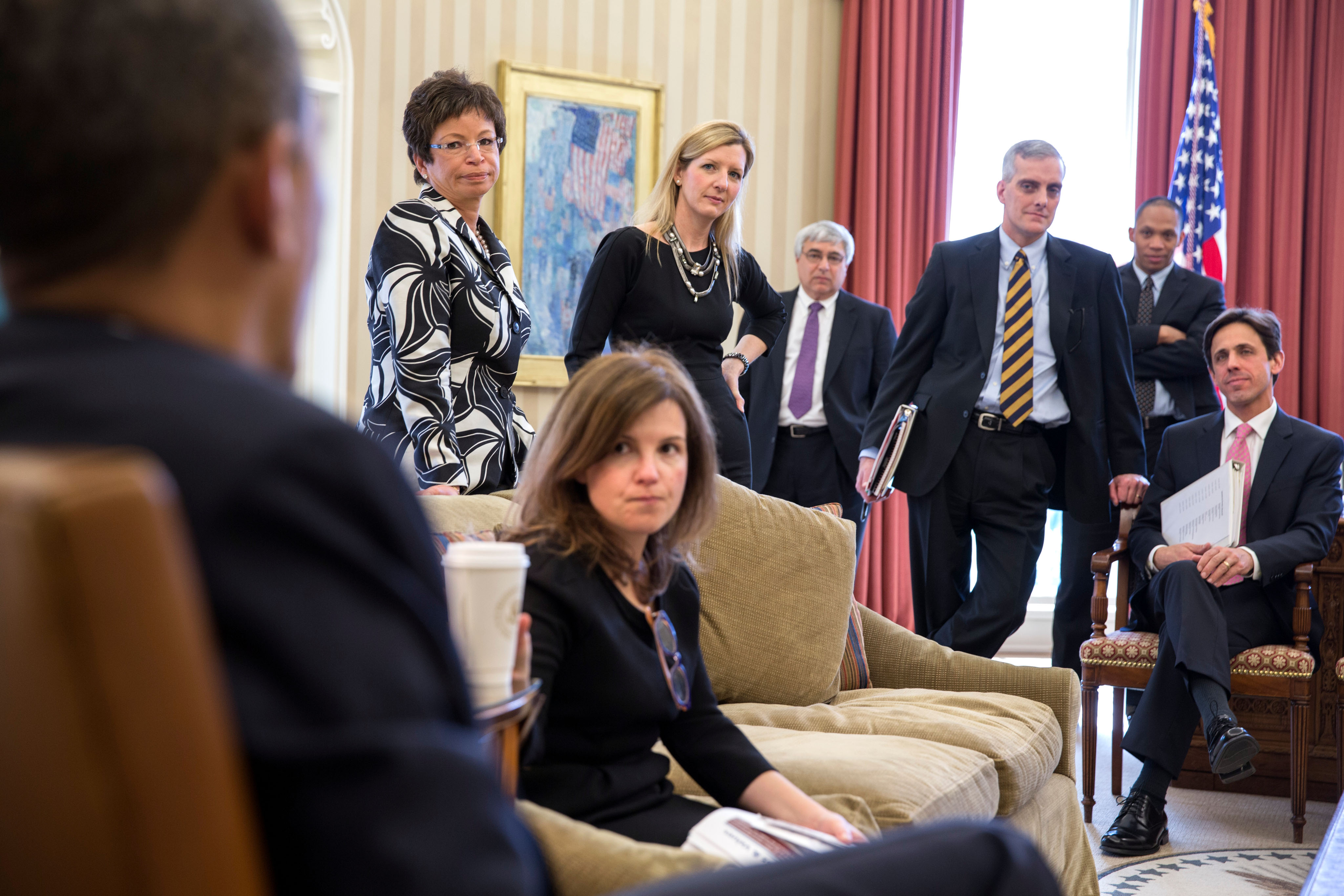
2013年3月、ホワイトハウス。オバマ大統領の上級顧問たち（マクドノーは右から3人目）

2009年1月、オバマが大統領に就任した際、マクドノーは国家安全保障会議 (NSC) 戦略的コミュニケーション担当部長となり、同時に国家安全保障会議首席補佐官にも任命された。
2010年10月22日、オバマ大統領はジェームズ・ジョーンズの後任としてトーマス・ドニロンを国家安全保障問題担当大統領補佐官に任命し、ドニロン後任の国家安全保障問題担当大統領次席補佐官にはマクドノーが就任することを発表した。
2013年1月25日、オバマ大統領は財務長官に指名したジェイコブ・ルーの後任としてマクドノーを大統領首席補佐官に任命した。
首席補佐官への就任後間もなく、オバマ政権はリビア東部ベンガジの米領事館襲撃事件で情報隠蔽を行ったとする告発、さらに内国歳入庁 (IRS)が保守派団体の審査を不当に厳しくしていた、また米司法省がAP通信の通話記録を極秘に押収していたなどのスキャンダルに見舞われたが、マクドノーは対応や議会対策に奔走し、一部からはその仕事ぶりを評価する声もある。

### バイデン政権
2020年12月10日、ジョー・バイデン次期大統領より退役軍人長官へ指名されたことが発表された。2021年2月8日に上院において人事案が承認され、翌9日に就任した。